# Guillaume de Hauteville
Guillaume de Hauteville (n. anii 1020, Ducatul Normandiei⁠(d), Franța – d. 1080, Italia) a fost unul dintre fiii mai tineri ai lui Tancred de Hauteville cu cea de a doua soție a sa, Fressenda. El este de obicei numit Willermus în loc de Wilelmus în analele latinești. El a părăsit Normandia în jurul anului 1053 alături de fratele său (după tată) mai mare Geoffroi și de alt frate al său, Mauger.
Guillaume a participat la bătălia de la Civitate în anii sosirii sale în Italia de sud și a fost primit cordial de către un alt frate al său (după tată), Umfredo, devenit conte de Apulia.
În 1055, el s-a distins în cucerirea castelului San Nicandro, care a constituit apoi nucleul comitatului său numit al Principatului (cu referire la Principatul de Salerno), cu care a fost învestit de către Umfredo în 1056. În 1058, Guillaume s-a căsătorit cu Maria, fiica lui Guy, duce de Sorrento și frate al principelui Guaimar al IV-lea de Salerno. El a moștenit apoi toate posesiunile lui Guy din Principatul de Salerno și a luptat cu succesorul lui Guaimar, Gisulf al II-lea, ale cărui teritorii le-a cucerit până când în posesia principatului a mai rămas doar puțin mai mult decât orașul Salerno însuși. De asemenea, el a moștenit Capitanata de la fratele său Mauger, care a murit cândva între 1054 și 1060. Ultima posesiune el a acordat-o lui Geoffroi, ca act de iubire fraternă, după cum consemnează cronicarul Goffredo Malaterra.
Guillaume l-a invitat pe fratele său mai tânăr Roger, rămas fără pământuri, să i se alăture, promițându-i jumătate din tot ceea ce el deținea ca teritorii și avere. El l-a sprijinit pe Roger împotriva fratelui lor mai mare, Robert Guiscard, care îi succedase lui Umfredo, și i-a acordat aceluiași Roger castelul de Scalea, la Catanzaro. El a luptat împotriva lui Guiscard și atunci când acesta a venit în ajutorul lui Gisulf al II-lea de Salerno cu scopul de a o primi în căsătorie pe sora lui Gisulf, Sichelgaita. În 1067, conciliul din Melfi l-a declarat excomunicat pe Guillaume, alături de Turgis de Rota și Guimond de Moulins, pentru presupusul furt al proprietăților bisericii arhiepiscopului Alfanus I de Salerno. Către sfârșitul aceluiași an, el a călătorit până la Salerno, pentru a se reconcilia cu papa Alexandru al II-lea.

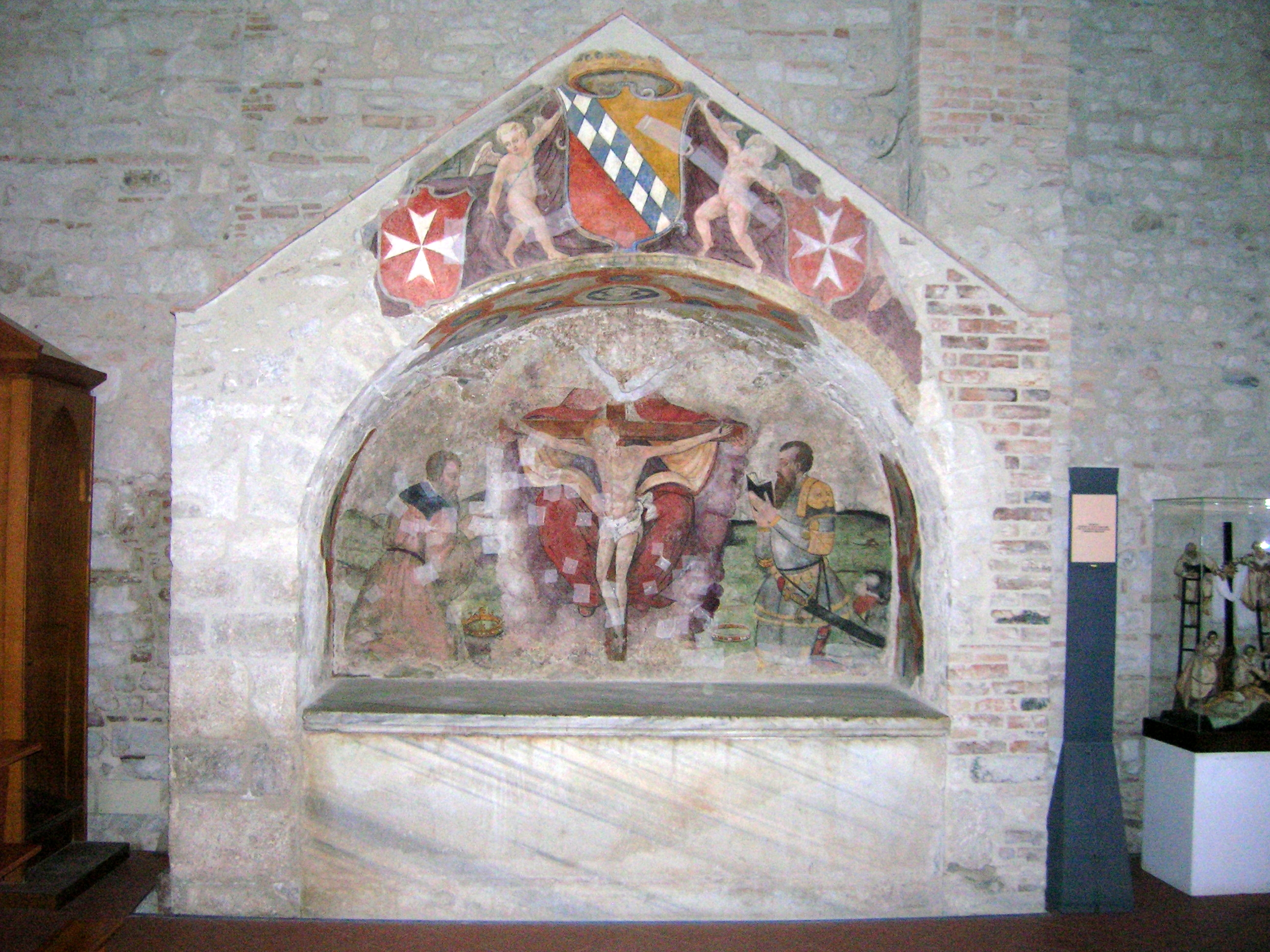
Mormânt al familiei Hauteville, în abația Sfintei Treimi din Venosa.

Potrivit unora dintre surse, Guillaume a murit în 1080, deși altele îl prezintă ca fiind în viață în diferiți ani ai secolului al XII-lea (1104, 1113 sau 1117) și ca participând în campaniile lui Robert Guiscard împotriva Bizanțului și la bătălia de la Durazzo din octombrie 1081. El a fost înmormântat în biserica Sfintei Treimi din Venosa.